# 金乗院 (練馬区)
金乗院（こんじょういん）は、東京都練馬区にある真言宗豊山派の寺院。

## 概要
文禄年間（1593年～1596年）、行栄（1617年寂）によって開山された。慶安2年（1649年）11月17日に3代将軍徳川家光より18石9斗の御朱印を得て、以来代々の将軍の朱印状が現存している。
1861年（文久元年）、近くの須賀神社の祭礼の日に火災に遭って焼失した。その後百年近く、旧松林寺跡地で仮本堂を建てていた。1957年（昭和32年）になり、ようやくかつての規模に再興を果たした。
北町2-18に阿弥陀堂がある。ほかに清性寺（北町2）、威徳院（豊島園付近）、松林寺（北町5）、高徳寺（北町5）、東林院（錦2）などを擁していたほか、現存する円明院、光伝寺、荘厳寺はかつての末寺である。
また旧北町にはかつて徳川綱吉の御殿があり、綱吉が将軍就任後、御殿は金乗院住職に譲られ、その材木を利用して金乗院の改築に充当された。

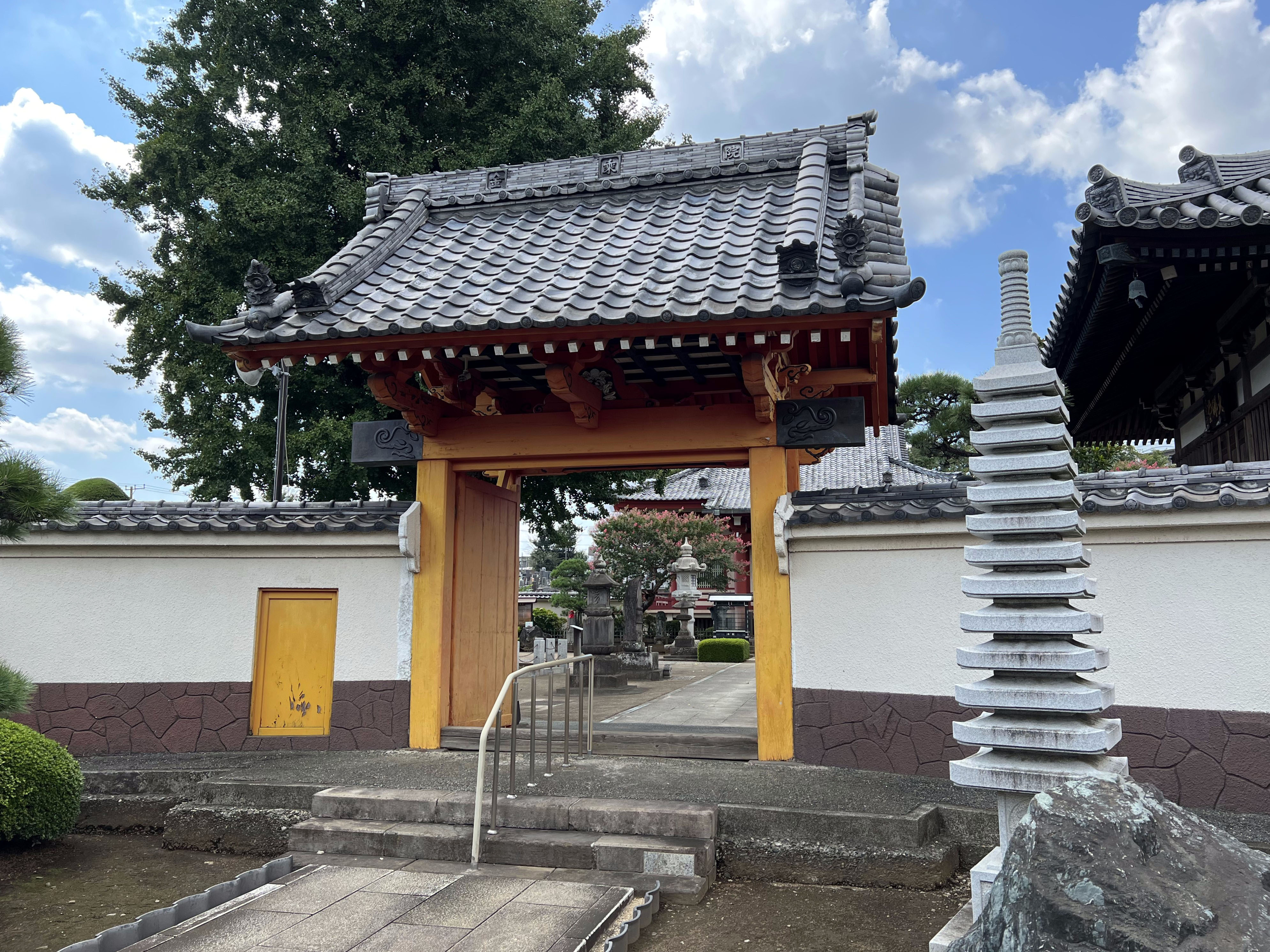
山門
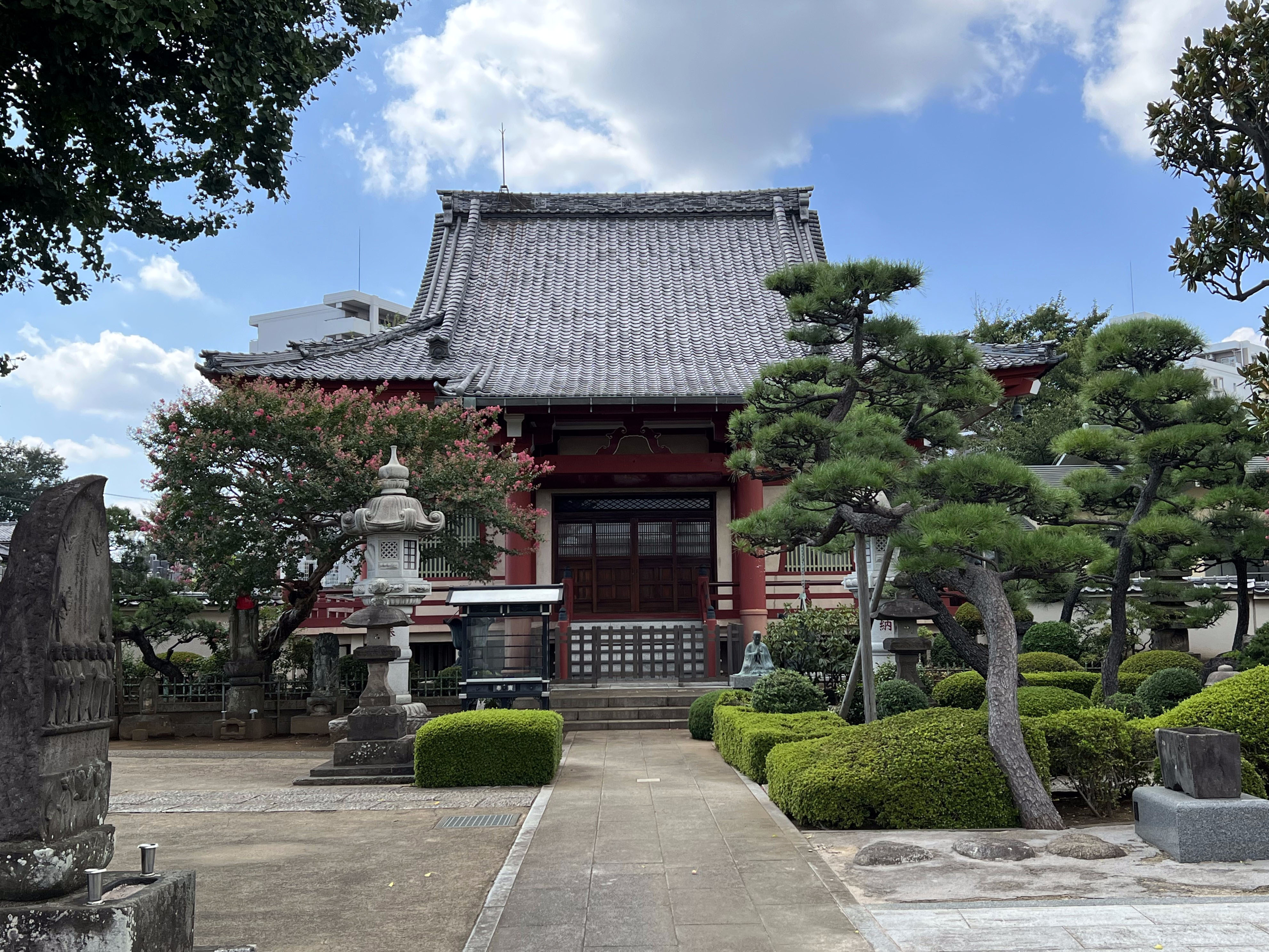
本堂
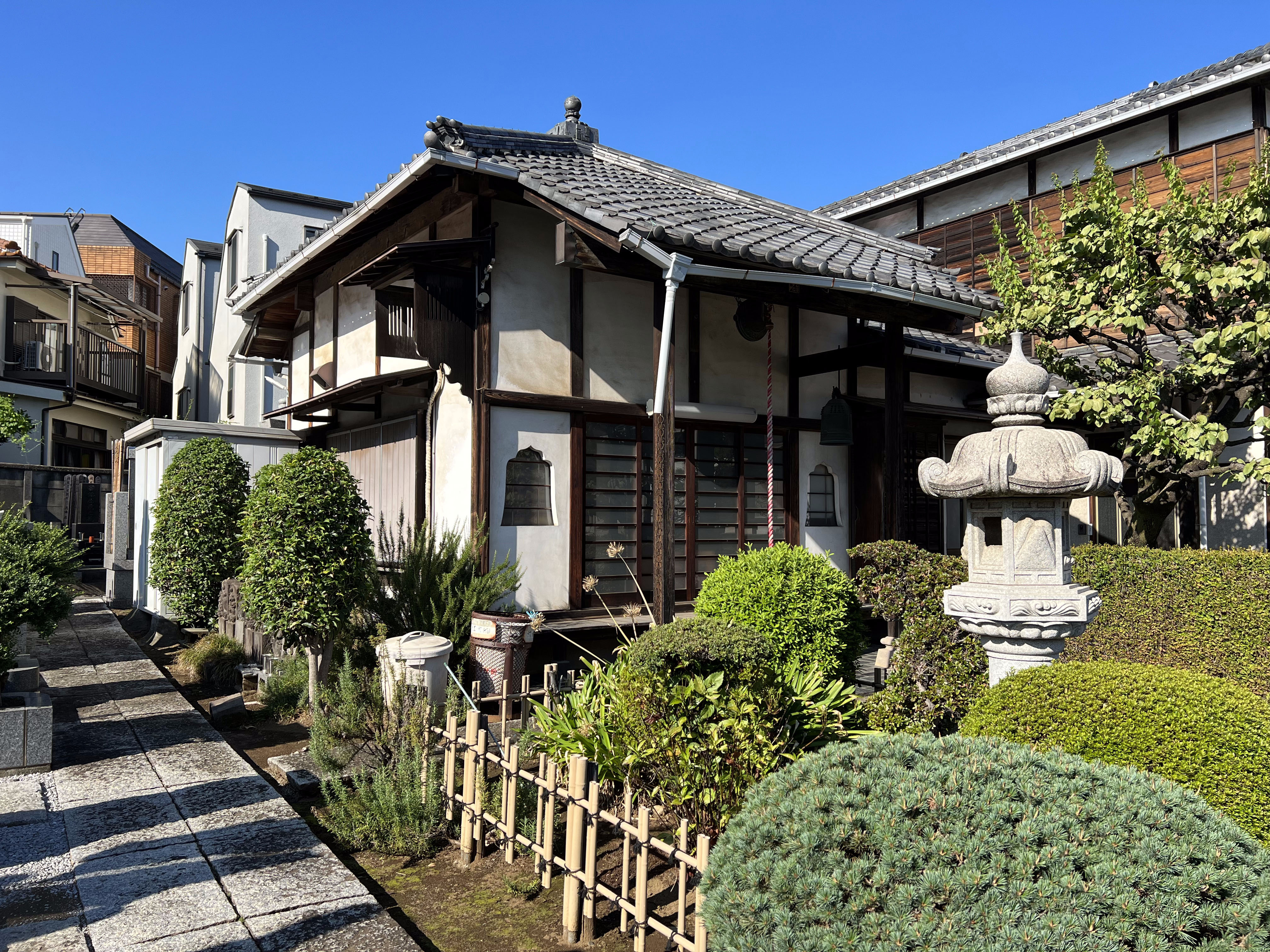
阿弥陀堂

## 交通アクセス
- 上板橋駅より徒歩13分。